# Hubbardochloa gracilis
Hubbardochloa gracilis är en gräsart som beskrevs av Paul Henri Auquier. Hubbardochloa gracilis ingår i släktet Hubbardochloa och familjen gräs. Inga underarter finns listade i Catalogue of Life.